# La Tentation de Vénus
Pour plus de détails, voir Fiche technique et Distribution.
La Tentation de Vénus (Meeting Venus) est un film hongrois et britannique (coproduction internationale) réalisé par István Szabó et sorti en 1991.

## Synopsis
Un chef d'orchestre hongrois est appelé à l'Opéra de Paris pour diriger Tannhäuser de Richard Wagner, et rencontre de nombreuses difficultés.

## Fiche technique
- Titre original : Meeting Venus
- Réalisation : István Szabó
- Scénario :  István Szabó, Michael Hirst
- Production : Warner Bros., Fujisankei Communications International, British Sky Broadcasting
- Producteur : David Puttnam, Uberto Pasolini
- Image : Lajos Koltai
- Musique : Richard Wagner
- Musiques additionnelles : David Bedford
- Montage : Jim Clark
- Durée : 119 minutes
- Dates de sortie :
  - 13 septembre 1991 (Festival de Venise)
  - 18 septembre 1991 (France)
  - 26 septembre 1991 (Allemagne)
  - 8 novembre 1991 (Hongrie)

## Distribution
- Glenn Close (VF : Évelyn Séléna) : Karin Anderson
- Niels Arestrup : Zoltán Szántó
- Kiri Te Kanawa : Elisabeth (voix)
- René Kollo : Tannhäuser (voix)
- Håkan Hagegård : Wolfram von Eschenbach
- Erland Josephson
- Jay O. Sanders
- Maria de Medeiros
- Étienne Chicot
- Macha Méril
- Maïté Nahyr

## Musique du film
La musique du film est interprétée par le London Philharmonic Orchestra dirigé par Marek Janowski. La version de l'opéra Tannhäuser de Richard Wagner est interprétée par Kiri Te Kanawa dans le rôle d'Elisabeth et René Kollo dans le rôle de Tannhäuser.

## Nominations et récompenses
- Meilleure actrice pour Glenn Close au Festival de Venise
- Nomination pour le Lion d'Or pour István Szabó